# Project 86
Project 86 ist eine US-amerikanische christlich geprägte Rock und Metal-Band aus Orange County, Kalifornien, die 1996 gegründet wurde.

## Geschichte
1994 entschied sich der Sänger Andrew Schwab dazu, eine Band zu gründen, woraufhin er die nächsten zwei Jahre damit verbrachte, passende Mitglieder hierfür zu finden. Gegründet wurde Project 86 im Juni 1996 von Schwab und dem Schlagzeuger Alex Albert. Als Gitarrist und Keyboarder kam Randy Torres hinzu. Im folgenden Jahr unterzeichnete die Gruppe einen Vertrag bei BEC Recordings, einem Sublabel von Tooth & Nail Records. Im August 1997 kam Steven Dail als Bassist hinzu, wobei er schon der dritte Musiker war, der diesen Posten in der Band belegte. Ab 1998 folgten die ersten Auftritte, zusammen mit Five Iron Frenzy und Stavesacre. Im selben Jahr erschien das selbstbetitelte Debütalbum, das von Bryan Carlstrom produziert worden war. Als Gastsänger ist Sonny Sandoval auf dem Album zu hören. Es verkaufte sich recht gut und die Gruppe wurde schnell zu einer der bestverkaufendsten des Labels. Lieder hiervon wurden im TV in Sendungen wie Road Rules und The Real World, beide auf MTV, verwendet. Danach ging es mit Living Sacrifice und erneut Stavesacre auf Tournee. Im Jahr 2000 schloss sich das zweite Album unter dem Namen Drawing Black Lines bei Atlantic Records und BEC Recordings an, welches von Garth Richardson produziert worden war. Das hierauf enthaltene Lied wurde recht häufig auf MTV ausgestrahlt. Im selben Jahr war die Gruppe mit dem Song PS auf dem Soundtrack für Blair Witch 2 zu hören. Im Oktober und November desselben Jahres ging es zusammen mit Linkin Park, P.O.D. und (hed)p.e. auf Tour durch die USA. Mit einem Auftritt in Deutschland war die Band erstmals 2001 in Europa live zu sehen. Bei Atlantic Records und Tooth & Nail Records folgte 2003 das dritte Album Truthless Heroes, das im Sommer 2002 aufgenommen worden war und Platz 146 der Billboard-Charts erreichte. Aufgrund des schwindenden Medienhypes am Nu Metal und der daraus resultierenden absackenden Verkaufszahlen (Truthless Heroes konnte nicht mal mehr 100.000 absetzen), verlor die Gruppe Anfang 2004 ihren Vertrag bei Atlantic Records nach Veröffentlichung des Albums. Zudem trennte sie sich auch von ihrem Manager.
Im April 2003 nahm die Gruppe an einer zweiwöchigen US-Tournee von Sevendust teil, an der sich auch Finger Eleven und Trust Company beteiligten. Über Team Black Recordings erschien 2003 das Album Songs to Burn Your Bridges By, ehe es 2004 bei Tooth & Nail Records erschien. Gegen Ende des Jahres 2004 ging die Band zusammen mit Pillar, Falling Up und Subseven auf Tour. Im Herbst 2005 schloss sich das Album …And the Rest Will Follow an. Das Album war im April des Jahres unter der Leitung von Garth Richardson, der bereits für das Debütalbum tätig gewesen war, in Vancouver aufgenommen worden und erreichte nach Veröffentlichung Platz 131 der US-Charts. Im Februar und März 2006 ging es zusammen mit Chasing Victory und The Fold auf eine US-Tournee.

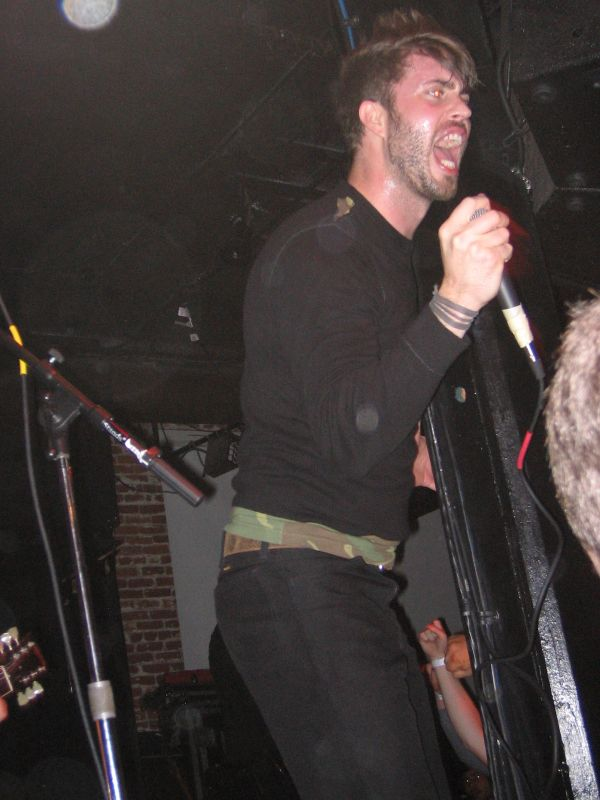
Andrew Schwab live im Jahr 2006

2007 wurde das Album Rival Factions veröffentlicht, das Platz 124 in den Charts belegte. Auf dem Album besteht die Besetzung neben Schwab und Torres aus dem Bassisten Steven Dail und dem Schlagzeuger Jason Gerken. Jason Martin steuerte außerdem Keyboardpassagen zu einigen Songs bei. Der Band hatte im Produktionsprozess Ulrich Wild zur Seite gestanden, dann war das Material von Wild, Mike Watts und J.R. McNeely abgemischt worden war. Der Schlagzeuger Alex Albert, der nicht auf dem Album zu hören ist, war live schon länger durch verschiedene Musiker vertreten worden, da er aus familiären Gründen nicht teilnehmen konnte, jedoch hatte er weiterhin Einfluss auf die Songs der Alben gehabt. Gerken galt dabei nicht als offizieller Ersatz. Im selben Jahr war die Band auf diversen Festivals, wie etwa dem Cornerstone Festival, zu sehen, zudem wurde eine Tour von Tooth & Nail Records mit Project und MxPx abgehalten sowie eine Headline-Tour mit Showbread, Inhale Exhale und Sullivan. 2008 war die Gruppe auf dem niederländischen Flevo Festival vertreten. Im folgenden Jahr erschien das Album Picket Fence Cartel, auf dem die Besetzung aus Dail, Torres und Schwab besteht. Das Album konnte den 137. Platz in den Charts erlangen. Zur Zeit der Veröffentlichung nahm die Gruppe an der Scream the Prayer Tour teil, auf der auch Haste the Day, The Chariot, Sleeping Giant, Oh, Sleeper, Gwen Stacy, Agraceful, For Today, A Plea for Purging und Corpus Christi zu sehen waren. 2010 erschien nach bisher über 1.500 Auftritten in zehn verschiedenen Ländern das Live-Album 15. Live., das im Sommer des Jahres aufgenommen worden war. Ende Oktober 2011 spielte die Gruppe auf dem Rock Without Limits in Balingen, ehe sie Anfang November mit Everyday Sunday und Sacrety in Ulm auftrat. 2012 schloss sich unter dem Namen Wait for the Siren das nächste Album an, das von Steve Wilson produziert und von Steve Blackmon produziert worden war. Die Besetzung besteht neben Andrew Welch aus dem Gitarristen Blake Martin, dem Schlagzeuger Rocky Gray und dem Bassisten Cody Driggers. Als Gastsänger sind Bruce Fitzhugh (Living Sacrifice) und Brian Welch zu hören. Die Veröffentlichung belegte Platz 127 der US-Albumcharts. Im November 2014 wurde zur Veröffentlichung des Albums Knives to the Future ein Auftritt in Little Rock zusammen mit Living Sacrifice und The Agony Scene abgehalten. Zwei Jahre später im November ging es zusammen mit Death Therapy auf Tour. Im November 2017 nahm die Gruppe am Brainstorm Festival im niederländischen Apeldoorn teil. Einen Monat später erschien das Album Sheep Among Wolves, das per Crowdfunding (PledgeMusic), womit die Band bereits in der Vergangenheit gute Erfahrungen gemacht hatte, finanziert worden war. Das Album war in Nashville, Tennessee, in verschiedenen Tonstudios aufgenommen worden, wobei die Besonderheit hierbei war, dass nur ein Song pro Monat eingespielt worden war. Bisher ist die Band unter anderem auch zusammen mit Gruppen wie Trapt, 30 Seconds to Mars, Queensrÿche, Taproot, August Burns Red, Disciple, Blindside, Liquid Gang, Ultraspank und The O. C. Supertones aufgetreten.

## Stil
Im Interview mit Kevin von jesusfreakhideout.com gab Andrew Schwab an, dass die Band sich nicht als christliche Rockband betrachtet, da sie nicht Musik mache, um ihren christlichen Glauben zu verbreiten oder nur für Christen zu spielen, sondern um sich künstlerisch auszudrücken. Charlotte Dillon von Allmusic bezeichnete die Musik der Gruppe als christlich geprägten Rock. Durch kraftvolle Riffs und ein hämmerndes Schlagzeugspiel erinnere Project 86 an Gruppen wie Tool, Korn, Helmet, Rage Against the Machine und Limp Bizkit. Laut Christian Graf in seinem Nu Metal und Crossover Lexikon wurde die Band durch Tool und Rage Against the Machine beeinflusst. Im Interview mit Brian McGovern von hmmagazine.com gab Andrew Schwab an, dass er hauptsächlich durch Hip-Hop beeinflusst wird, während die anderen Mitglieder eher Gruppen wie Sepultura und Deftones hören würden. Im Interview mit thrashboy von mauce.nl gab Andrew Schwab an, dass er durch Metallicas Kill ’Em All und besonders den Song Am I Evil? zum Hören von Metal und Rock beeinflusst worden war. Aufgewachsen sei er mit Classic Rock wie Led Zeppelin. Als Teenager habe er Gruppen wie Run-D.M.C., Beastie Boys, Slayer und Iron Maiden gehört. Project 86 sei anfangs durch Straight-Edge-Hardcore-Punk-Bands beeinflusst worden. Nach dem Hören von Gruppen wie Rage Against the Machine und Deftones habe man jedoch eine andere musikalische Richtung eingeschlagen. Mark Allan Powell schrieb in seiner Encyclopedia of Contemporary Christian Music, dass die Musik der Band sehr stark der von P.O.D. ähnelt und oft als christlicher Rapcore bezeichnet wurde, wodurch ein Vergleich zu Korn und Rage Against the Machine naheliege. Die Band selbst lehne die Zuordnung zum Rapcore ab, da es zwar Rap in den Songs gebe, dieser sich aber nicht auf Hip-Hop beziehe. Vielmehr bezeichne sie ihre Musik als Mix aus Groove, Melodie, etwas Rap, Screams und „merkwürdigem Zeug“. Zur Jahrtausendwende ist, laut Powell, Project 86 eine der wenigen christlichen Bands im Mainstream gewesen. Das Debütalbum sei meist härterer Rapcore, mit kryptisch klingenden, heruntergestimmten E-Gitarren mit schweren, schleppenden Grooves. Der Gesang sei halb gesprochen, halb gerappt. Das zweite Album Drawing Black Lines sei musikalisch abwechslungsreicher als sein Vorgänger und behandele textlich Themen wie Pornografie oder Alkoholkrankheit. Gelegentlich nähere man sich musikalisch dem Thrash Metal. Häufig fühle man sich beim Hören der Lieder an Stavescare und manchmal an King’s X erinnert.
Laut Rock Hard hat sich die Band auf Truthless Heroes vom Stil seines Vorgängers Drawing Black Lines, der mit seinem „Groovecore-Gebräu“ stark an P.O.D. erinnere, entfernt. Stattdessen lege man mehr Wert auf gefällige und mehrstimmige Gesangsmelodien. In den Songs seien geringe Einflüsse von Quicksand und starke Parallelen zu Blindside vernehmbar. Rival Factions sei laut Deanshredder11 von newreleasetoday.com das bisher songorientierteste Album. Die Lieder klängen kommerziell und eingängig, würden dadurch jedoch nicht an Intensität einbüßen. Einflüsse von Danzig, The Psychedelic Furs, Joy Division sowie durch den frühen Hardcore Punk der Ostküste der Vereinigten Staaten seien hörbar. Zudem würden klangliche Parallelen zu Queens of the Stone Age und Misfits bestehen. Picket Fence Cartel wurde von Björn Backes von Powermetal.de als energiereich, entschlossen und willensstark empfunden. Das Album zeichne sich durch eine ungewöhnliche Mischung aus „stampfenden Rhythmen und punkig anmutendem Hardcore“ aus, der sich immer wieder dem Post-Hardcore annähere. Die Arrangements seien unkonventionell, während die Refrains melodisch seien. Die Musik klinge, als hätte sich Rise Against Twiggy Ramirez in die Band geholt, die Grooves von Marilyn Manson entliehen, etwas Metalcore mit einfließen lassen.

## Diskografie
- 1996: Demo (Demo, Eigenveröffentlichung)
- 1998: Project 86 (Album, BEC Rocordings)
- 2000: Untitled (EP, BEC Rocordings)
- 2000: Drawing Black Lines (Album, BEC Rocordings)
- 2000: One-Armed Man (Play On) (Single, BEC Recordings/Atlantic Records)
- 2002: Truthless Heroes (Album, Tooth & Nail Records/Atlantic Records)
- 2002: Hollow Again (Single, Atlantic Records)
- 2002: An Introduction To Truthless Heroes (Single, Atlantic Records)
- 2003: Songs to Burn Your Bridges By (Album, Team Black Records)
- 2005: …And the Rest Will Follow (Album, Tooth & Nail Records)
- 2005: …And the Rest Will Follow (Single, Tooth & Nail Records)
- 2005: Subject to Change: The Making Of …And the Rest Will Follow (DVD, Tooth & Nail Records)
- 2007: Rival Factions (Album, Tooth & Nail Records)
- 2007: The Kane Mutiny (EP, Tooth & Nail Records)
- 2008: This Time of Year (EP, Team Black Recordings)
- 2009: Picket Fence Cartel (Album, Tooth & Nail Records)
- 2010: 15. Live. (Live-Album, Team Black Recordings)
- 2012: Wait for the Siren (Album, Team Black Recordings)
- 2012: The Midnight Clear Single (Single, Eigenveröffentlichung)
- 2014: Knives to the Future (Album, Team Black Recordings)
- 2015: A Very P86 Christmas (EP, Team Black Recordings)
- 2016: The Influence EP (EP, Eigenveröffentlichung)
- 2017: Sheep Among Wolves (Album, Team Black Recordings)